# Sylvie Massicotte
Pour les articles homonymes, voir Massicotte.
Sylvie Massicotte est nouvelliste, auteure de romans jeunesse, parolière, animatrice d’ateliers d’écriture et pédagogue. Née le 11 juin 1959 à Richmond, dans les Cantons-de-l’Est (Québec), elle vit maintenant près de Montréal.
Dotée d’une grande compassion pour le genre humain, l’écrivaine maîtrise l’art subtil de raconter la vie avec délicatesse et lucidité. Son style minimaliste et sa grande force d’évocation amènent le lecteur à imaginer, à extrapoler, à poursuivre sa réflexion. Une écriture qui suggère bien plus qu’elle ne souligne.

## Biographie
Toute jeune, elle s’invente des histoires sur le chemin de l’école et dès l’âge de seize ans, elle annonce à ses parents qu’elle prend une « année sabbatique » pour écrire. L’année suivante, on l’invite à monter sur scène et à réciter son premier texte pour la jeunesse dans le cadre du Mai théâtral 1977 au Centre d’art et d’essai le Conventum, à Montréal.
De 1983 à 1986, se guidant sur le précepte que « pour écrire, il faut avoir vécu », elle prend le chemin du voyage. Elle parcourt l’Europe et l’Afrique, périple qui marquera profondément toute la suite de son écriture.
En 1988, elle prend part à des performances d’improvisation avec le cinéaste d’animation Pierre Hébert, la chorégraphe Louise Bédard et le compositeur Robert-Marcel Lepage. Un des textes qu’elle crée dans ce cadre fait partie du court métrage La lettre d’amour, de Pierre Hébert (ONF). Ces textes poétiques, de plus en plus narratifs, la mènent à la nouvelle et elle publie son premier recueil, L’œil de verre en 1993.
Elle obtient une maîtrise en Études littéraires, profil Création, à l’Université du Québec à Montréal en 1994.
En 1998, elle coscénarise un court métrage d’animation de Suzanne Gervais, Le seuil (ONF).
À ce jour, elle a publié aux Éditions L’instant même cinq recueils de nouvelles, genre littéraire pour lequel elle est devenue une véritable référence. Elle a fait paraître, chez Leméac, un récit qui constitue une réflexion sur l’écriture et le voyage. Pour enfants et adolescents, elle signe dix romans aux éditions La Courte Échelle, où elle a assuré la direction littéraire d’une collection de Poésie jeunesse.
Parolière, notamment pour Dan Bigras, Isabelle Boulay, Luce Dufault, Diane Dufresne, Breen Leboeuf et Claire Pelletier, elle perçoit l’écriture de chansons comme un rendez-vous avec la voix de l’autre.
Elle dirige des ateliers d’écriture au Canada et en Europe, est membre du comité de rédaction de XYZ, la revue de la nouvelle, participe à des événements littéraires, fait des tournées dans les bibliothèques, les écoles, les cégeps et les universités. Elle est, depuis peu, chargée de cours au département d’Études littéraires de l’Université du Québec à Montréal.

## Traductions
Plusieurs de ses nouvelles ont été traduites et publiées en anglais, en espagnol, en néerlandais, en tamoul et en tchèque.

## Prix et distinctions
- 1998 : Grand Prix littéraire de la Société Radio-Canada, catégorie Nouvelles
- 1999 : Médaille du Rayonnement culturel de l’Association de la Renaissance française
- Plusieurs fois boursière du Conseil des Arts du Canada ainsi que du Conseil des arts et des lettres du Québec.
- 2015 :  Prix littéraire Adrienne-Choquette pour Avant d'éteindre, meilleur recueil de nouvelles de l'année.

## Résidences
- 2001 : Université d'Ottawa
- 2004 : Fondation des Lettres néerlandaises, à Amsterdam (Conseil des arts et des lettres du Québec)
- 2005 : Université du Québec à Montréal
- 2010 : Agence Rhône-Alpes pour le livre et la documentation, à Lyon (Conseil des arts et des lettres du Québec)

### Recueils de nouvelles
- 1993 : L’œil de verre, Éditions L'instant même, réédité en 2001.
- 1995 : Voyages et autres déplacements, Éditions L'instant même, réédité en 2008.
- 2000 : Le cri des coquillages, Éditions L'instant même, réédité en 2004.
- 2004 : On ne regarde pas les gens comme ça, Éditions L'instant même.
- 2009 : Partir de là, Éditions L'instant même.
- 2014 : Avant d'éteindre, Éditions L'instant même.

### Récits
- 2002 : Au pays des mers, réflexion sur l’écriture et le voyage, Collection « Ici l’Ailleurs », Éditions Léméac.

### Romans pour la jeunesse
- 1997 : Les habitués de l'aube, Collection « Roman+ », Éditions La Courte Échelle.
- 1999 : Le plus beau prénom du monde, Collection « Premier roman », Éditions La Courte Échelle (réédité en 2002).
- 2000 : C'est la vie, Pitchounette, Collection « Premier roman », Éditions La Courte Échelle.
- 2002 : Tu rêves, Pitchounette ?, Collection « Premier roman », Éditions La Courte Échelle.
- 2006 : Ma vie de reptile, Collection « Mon roman », Éditions La Courte Échelle.
- 2009 : Amé et les bons bonbons, Collection « Première lecture », Éditions La Courte Échelle.
- 2009 : Amé, le bonbon qui ne fond jamais, Collection « Première lecture », Éditions La Courte Échelle.
- 2010 : Pitchounette - Volume 1, Collection « Premier roman », Série Pitchounette, Éditions La Courte Échelle (réédité).
- 2010 : Amé, le bonbon de Naoki, Collection « Première lecture », Éditions La Courte Échelle.
- 2010 : Amé, un bonbon sur le cœur, Collection « Première lecture », Éditions La Courte Échelle.